# Walter Erbì
Walter Erbì (ur. 8 stycznia 1968 w Turynie) – włoski duchowny katolicki, arcybiskup, nuncjusz apostolski w Liberii i Sierra Leone.

## Życiorys
10 maja 1992 otrzymał święcenia kapłańskie i został inkardynowany do diecezji Iglesias. W 1999 rozpoczął przygotowanie do służby dyplomatycznej na Papieskiej Akademii Kościelnej. W 2001 rozpoczął pracę w nuncjaturze apostolskiej na Filipinach. W 2004 został pracownikiem sekcji II Sekretariatu Stanu Stolicy Apostolskiej. Następnie był radcą nuncjatur we Włoszech (2012–2015), w Stanch Zjednoczonych (2015–2020) i w Turcji (2020–2022). 

### Episkopat
16 lipca 2022 papież Franciszek mianował go nuncjuszem apostolskim w Liberii oraz arcybiskupem tytularnym Nepeta. 20 lipca mianowany dodatkowo nuncjuszem apostolskim w Sierra Leone. Sakry biskupiej udzielił mu 3 września 2022 Sekretarz Stanu kardynał Pietro Parolin.
Od 30 listopada 2022 akredytowany również w Gambii.